# Młynowce (rejon krzemieniecki)
Młynowce (ukr. Млинівці, Młyniwci) – wieś na Ukrainie, w obwodzie tarnopolskim, w rejonie krzemienieckim, nad Horyniem.